# 전봇대

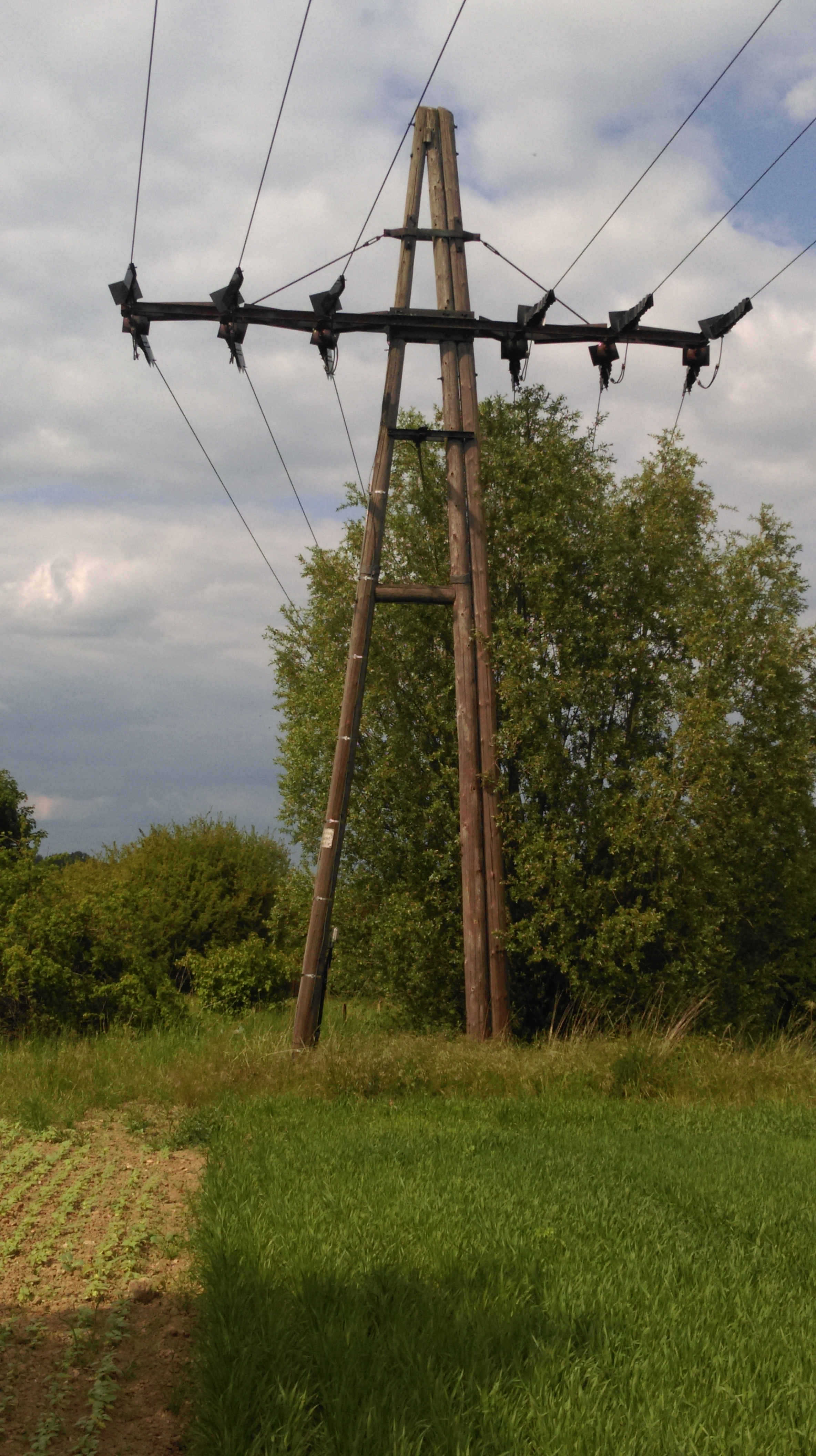
나무 전신주의 모습.

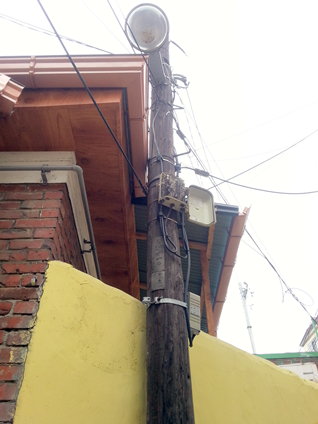
나무전봇대의 모습.

전봇대(電報-, 영어: Utility Pole) 또는 전신주(電信柱)는 전선이나 통신선을 잇기 위한 기둥이다.
1843년 전보의 선구자 윌리엄 포터길 쿠크는 영국 대서부 철도를 따라 선을 연결하기 위한 기둥을 처음 사용하였다. 전봇대는 19세기 중순에 전보 체계와 함께 미국에서 처음 사용되었다. 새뮤얼 모스를 시작으로 볼티모어와 워싱턴 D.C.간 연결선을 지중화하려고 시도했으나 이 시스템에 결점이 발견되어 땅 위로 옮기게 되었다. 오늘날에는 주변 환경에 대한 배전선의 미적 문제, 그리고 많은 눈이나 얼음이 쌓이는 지역의 안전 문제 등으로 인해 지중화 배전선들이 전봇대의 대안으로 사용되는 일이 증가하고 있다.
한국에는 전봇대가 도입된 초기에는 나무 재질이었으나, 이후에 콘크리트·철 재질으로 바뀌어감에 따라 나무전봇대는 급격히 수가 줄어 찾아보기가 어렵게 되었다. 1980년대 이후 지중화사업을 통해 아예 전봇대가 없는 시가지와 신도시들이 나타나기 시작하였다. 한국에서는 전봇대 번호를 이용해 긴급한 상황에서의 위치 찾기를 할 수 있다고 한다.
동남아시아 태국에서 유일한 네모가 있다.

## 설명
미국의 표준 전봇대의 길이는 약 12미터, 땅 아래 약 2미터이다. 그러나 전봇대의 높이는 여유공간 충족을 만족시키기 위해 37미터 이상에 달할 수 있다. 보통 도심지역에서는 약 38미터, 시골지역에서는 약 91미터의 공간을 차지하지만 거리는 지역에 따라 큰 차이를 보인다.

## 같이 보기
- 전선 지중화
- 공익사업
- 송전탑